# Grand Prix Brazylii 1981
Grand Prix Brazylii 1981 (oryg. Grande Prmio do Brasil) – druga runda Mistrzostw Świata Formuły 1 w sezonie 1981, która odbyła się 29 marca 1981, po raz drugi na torze Jacarepagua.
10. Grand Prix Brazylii, dziewiąte zaliczane do Mistrzostw Świata Formuły 1.

## Klasyfikacja
| Legenda oznaczeń w tabelach wyników Wyświetl szablon na nowej stronie | Legenda oznaczeń w tabelach wyników Wyświetl szablon na nowej stronie                                                                     |
| Oznaczenie                                                            | Wyjaśnienie |
| --------------------------------------------------------------------- | --- |
| Złoty                                                                 | Zwycięzca lub mistrzostwo |
| Srebrny                                                               | 2. miejsce lub wicemistrzostwo |
| Brązowy                                                               | 3. miejsce lub II wicemistrzostwo |
| Zielony                                                               | Ukończył, punktował (w klasyfikacji generalnej, gdy zdobył co najmniej jeden punkt na przestrzeni sezonu, poza trzema powyższymi opcjami) |
| Niebieski                                                             | Ukończył, nie punktował (w klasyfikacji generalnej, gdy nie zdobył co najmniej jednego punktu na przestrzeni sezonu)                      |
| Czerwony                                                              | Nie zakwalifikował się (NZ) |
| Czerwony                                                              | Nie prekwalifikował się (NPK) |
| Różowy                                                                | Nie ukończył (NU) |
| Różowy                                                                | Niesklasyfikowany (NS) (w klasyfikacji generalnej, gdy nie został sklasyfikowany w żadnym wyścigu sezonu)                                 |
| Czarny                                                                | Zdyskwalifikowany (DK) |
| Czarny                                                                | Wykluczony (WYK/EX) |
| Biały                                                                 | Nie wystartował (NW) |
| Biały                                                                 | Kontuzjowany (K/INJ) |
| Biały                                                                 | Wyścig odwołany (OD/C) |
| Bez koloru                                                            | Został wycofany (WYC/WD) |
| Bez koloru                                                            | Nie przybył (NP/DNA) |
| Bez koloru                                                            | Nie brał udziału w treningach (NT/DNP) |
| Bez koloru                                                            | Nie został zgłoszony (–) |
| Pogrubienie                                                           | Start z pole position |
| Kursywa                                                               | Najszybsze okrążenie wyścigu |
| †                                                                     | Nie ukończył, ale jego rezultat został zaliczony ze względu na przejechanie więcej niż 90% dystansu wyścigu.                              |
| *                                                                     | Sezon w trakcie |
| 1/2/3                                                                 | Punktowana pozycja w sprincie kwalifikacyjnym                                                                                             |
| Lista systemów punktacji Formuły 1                                    | |

| Pos | No | Kierowca            | Konstruktor     | Okrążeń | Czas/powód NU      | Poz. Start. | Punktów |
| --- | -- | ------------------- | --------------- | ------- | ------------------ | ----------- | ------- |
| 1   | 2  | Carlos Reutemann    | Williams-Ford   | 62      | 2:00:23.66         | 2           | 9       |
| 2   | 1  | Alan Jones          | Williams-Ford   | 62      | + 4.44             | 3           | 6       |
| 3   | 29 | Riccardo Patrese    | Arrows-Ford     | 62      | + 1:03.08          | 4           | 4       |
| 4   | 14 | Marc Surer          | Ensign-Ford     | 62      | + 1:17.03          | 18          | 3       |
| 5   | 11 | Elio de Angelis     | Lotus-Ford      | 62      | + 1:26.42          | 10          | 2       |
| 6   | 26 | Jacques Laffite     | Ligier-Matra    | 62      | + 1:26.83          | 16          | 1       |
| 7   | 25 | Jean-Pierre Jarier  | Ligier-Matra    | 62      | + 1:30.25          | 23          |         |
| 8   | 7  | John Watson         | McLaren-Ford    | 61      | + 1 Okrążenie      | 15          |         |
| 9   | 20 | Keke Rosberg        | Fittipaldi-Ford | 61      | + 1 Okrążenie      | 12          |         |
| 10  | 33 | Patrick Tambay      | Theodore-Ford   | 61      | + 1 Okrążenie      | 19          |         |
| 11  | 12 | Nigel Mansell       | Lotus-Ford      | 61      | + 1 Okrążenie      | 13          |         |
| 12  | 5  | Nelson Piquet       | Brabham-Ford    | 60      | + 2 Okrążeń        | 1           |         |
| 13  | 4  | Ricardo Zunino      | Tyrrell-Ford    | 57      | + 5 Okrążeń        | 24          |         |
| NS  | 3  | Eddie Cheever       | Tyrrell-Ford    | 49      | Nie sklasyfikowany | 14          |         |
| NS  | 23 | Bruno Giacomelli    | Alfa Romeo      | 40      | Nie sklasyfikowany | 6           |         |
| NU  | 27 | Gilles Villeneuve   | Ferrari         | 25      | Turbo              | 7           |         |
| NU  | 6  | Héctor Rebaque      | Brabham-Ford    | 22      | Wypadł z toru      | 11          |         |
| NU  | 15 | Alain Prost         | Renault         | 20      | Kolizja            | 5           |         |
| NU  | 30 | Siegfried Stohr     | Arrows-Ford     | 20      | Wypadek            | 21          |         |
| NU  | 28 | Didier Pironi       | Ferrari         | 19      | Kolizja            | 17          |         |
| NU  | 8  | Andrea de Cesaris   | McLaren-Ford    | 9       | Silnik             | 20          |         |
| NU  | 16 | René Arnoux         | Renault         | 0       | Kolizja            | 8           |         |
| NU  | 22 | Mario Andretti      | Alfa Romeo      | 0       | Kolizja            | 9           |         |
| NU  | 21 | Chico Serra         | Fittipaldi-Ford | 0       | Kolizja            | 22          |         |
| NZ  | 9  | Jan Lammers         | ATS-Ford        |         |                    |             |         |
| NZ  | 32 | Beppe Gabbiani      | Osella-Ford     |         |                    |             |         |
| NZ  | 31 | Miguel Ángel Guerra | Osella-Ford     |         |                    |             |         |
| NZ  | 18 | Eliseo Salazar      | Osella-Ford     |         |                    |             |         |
| NZ  | 14 | Ricardo Londoño     | Ensign-Ford     |         |                    |             |         |
| NZ  | 17 | Derek Daly          | March-Ford      |         |                    |             |         |